# Krastata Kasarma

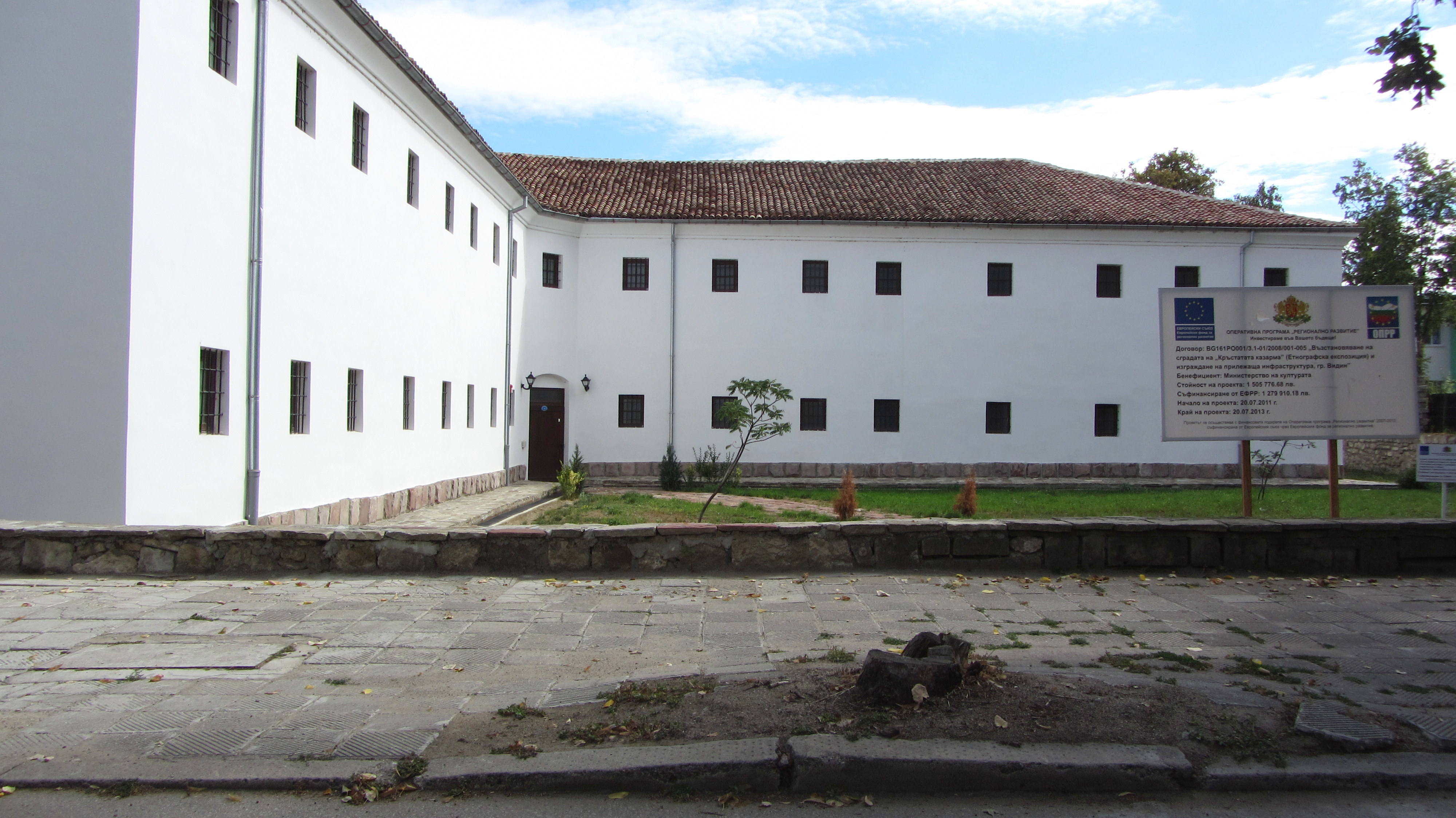
Krastata Kasarma

Die Krastata Kasarma (bulg. Кръстата казарма/ die Kreuz-Kaserne) ist eine ehemalige militärische Anlage des Osmanischen Reichs, die nach ihrer kreuzförmigen Bauweise benannt wurde. Aufgrund ihrer Architektur zählt sie heute zu den Kulturdenkmälern der Region um Widin in Bulgarien.
Die von polnischen Architekten errichtete Anlage wurde 1801 fertiggestellt und beherbergte vier separate Einrichtungen mit einem gemeinsamen Dach. Auf der Liegenschaft waren auch Truppen der Janitscharen untergebracht.
Nach der Befreiung Bulgariens vom osmanischen Joch durch den Russisch-Osmanischen Krieg (1877–1878) diente die Liegenschaft zunächst als Gericht sowie zur Unterbringung bulgarischer Heerestruppen, heute als Museum. Dort untergebracht ist die ethnografische Abteilung des „Konaka“-Museums.